# SEBASTIAN X
SEBASTIAN X(セバスチャン・エックス)는 일본의 락 밴드이다. 애칭은 セバヌ(세바누).

## 멤버
- 永原真夏、나가하라 마나츠, 보컬
- 工藤歩里、쿠도 아리리, 키보드
- 飯田裕、이이다 유타카, 베이스
- 沖山良太、오키야마 료타, 드럼

## 역사
2007년 고등학교 동창인 나가하라 마나츠와 쿠도 아리리가 音沙汰(Otosata)라는 밴드를 결성한다. 처음엔 다른 밴드의 음악을 연주하는 카피 밴드로서 시작했으며 2007년 9월 자주(自主)제작한 앨범 하나를 라이브 카페 앞에서 팔기 시작하면서 밴드로서의 모습도 다져갔다. 2008년 2월, 카피 밴드로서 2명으로는 부족하다고 생각해 지인과 친구들에게 수소문해 다른 밴드에서 활동하던 이이다 유타카와 오키야마 료타에게 지속적인 권유를 통해 들어오게 하고 4인 체제가 맞춰졌다. 멤버들은 펑크같은 강렬한 음악성을 지향했지만 나가하라 마나츠가 “방방 뛰는 팝 밴드를 하자 !”라는 제안으로 따로 얽매이지 않는 자유로운 팝을 연주하는 밴드가 되기로 한다. 그 동시에 카피 밴드를 그만두고 밴드 이름을 SEBASTIAN X로 바꾼다. 그리고 그 해 8월 첫 자주음반인 LIFE VS LIFE를 발매한다.

이후 2009년 11월 첫 미니앨범을 발매한다. 보컬인 나가하라 마나츠가 유일하게 전곡 작사작곡편곡한 앨범. 다음해 2010년 8월엔 두번째 미니앨범을 발매한다. 2011년 10월, 첫 정규앨범인 FUTURES를 발매한다. 이 앨범 발매 이후 계속되는 인기로 사이트의 댓글란을 폐쇄하고 문의하기로 변경후 트위터를 시작한다. 이후 기존 앨범과는 다른 색깔과 콘셉트로 나아가기 시작한다. 2012년 7월 세번째 미니앨범을 발매하는데 전 앨범 중 대중적으로 가장 성공한 앨범이다. 오리콘 차트에서 70위까지 치솟았다. 이후 2013년 8월 두번째 정규앨범인 POWER OF NOISE를 발매한다. 이 앨범은 뮤직카로마의 유통을 통해 한국에서도 디지털 앨범으로도 발매했다. 그 다음해인 2014년 4월 라이브 중에 깜짝 메이저 데뷔를 밝혔다. 2014년 10월, 4번째 미니앨범인 イェーイ를 발매하면서 정식으로 메이저에 데뷔한다.

다음해인 2015년 1월, 공식 홈페이지를 통해 갑작스런 활동 중지(원문:活動休止)를 밝힌다. 이유는 멤버 4명간의 음악적 취향이나 여러 가지 여건, 4명이 하나로 정리할 수 없는 마음이라고 밝혔다. 확실한 건 소속사와는 전혀 관계성이 없고, 불화는 아니라고 한다. 이 글 이후 모든 예정된 라이브 일정은 취소되고 새로운 일정이 올라온다. 2015년 2월 11일날 예정된 5번째 미니앨범 발매는 3월 11일로 늦춰진다. 그리고 2015년 4월 30일, 아카사카 블리츠 단독공연을 끝으로 활동 중지 상태가 되었다.

## 이후
나가하라 마나츠는 쿠도 아리리와 함께 기존 밴드인 音沙汰(Otosata)를 부활시키고 또 자신만의 솔로 활동을 시작한다. 이이다와 오키야마의 다른 활동은 없는 상황.

## 앨범
| 음반         | 발매일         | 제목                 |
| 자주앨범     | 2008년8월17일  | LIFE VS LIFE         |
| 미니앨범 1집 | 2009년11월6일  | ワンダフル・ワールド |
| 미니앨범 2집 | 2010년8월4일   | 僕らのファンタジー   |
| 정규앨범 1집 | 2011년10월5일  | FUTURES              |
| 미니앨범 3집 | 2012년7월11일  | ひなぎくと怪獣       |
| 정규앨범 2집 | 2013년8월14일  | POWER OF NOISE       |
| 미니앨범 4집 | 2014년10월22일 | イェーイ             |
| 미니앨범 5집 | 2015년3월11일  | こころ               |

| 음반         | 발매일        | 제목                               |
| 디지털 싱글  | 2011년1월26일 | 光のたてがみ                       |
| 디지털 싱글  | 2011년10월5일 | ROSE GARDEN, BABY BLUE             |
| 디지털 싱글  | 2012년3월7일  | GO BACK TO MONSTER                 |
| 디지털 싱글  | 2012년4월4일  | 春咲小紅                           |
| 디지털 싱글  | 2012년6월27일 | サディスティック・カシオペア       |
| 1st 싱글앨범 | 2013년4월10일 | ヒバリオペラ                       |
| 2nd 싱글앨범 | 2014년4월19일 | スーダラ節／春になったら会いにきて |

정규앨범 2집인 POWER OF NOISE는 한국에선 디지털 앨범으로 2013년 10월 11일 발매되었다.

1st 싱글앨범인 ヒバリオペラ는 한국에선 디지털 싱글앨범으로 2014년 6월 5일 발매되었다.

미니앨범 5집인 こころ는 2015년 2월 11일 발매를 예정하고 있다가 3월 11일로 늦춰졌다.